# 시모르그 (로켓)
시모르그(Simorgh)는 이란의 우주로켓이다. 이란어로 불사조라는 뜻이다. 이란 최초의 우주로켓인 사피르-1에 이어, 사피르-2라고 불렀다.

## 역사
시모르그는 불사조(Phoenix)와 비슷한 이란의 전설적 동물이다.
길이 27 m, 무게 85 톤이다. 추력 29톤 엔진 4개, 자세제어용 추력 13.6 톤 엔진 1개를 1단 로켓으로 사용하며, 발사시 총추력은 130톤이다. 시모르그는 60 kg의 인공위성을 500 km 고도의 지구 저궤도에 올릴 수 있다. ISNA(Iranian Students News Agency)는 시모르그가 700 kg의 인공위성을 1,000 km 고도의 지구 저궤도에 올릴 수 있다고 한다.
시모르그는 북한의 기술이전으로 개발되었으며, 은하 2호, 은하 3호와 매우 닮았거나 똑같다고 알려져 있다. 이맘 호메이니 우주 센터에서 발사된다. 영국 제인스는 새로운 발사대가 북한 동창리 미사일 기지에 건설된 것과 비슷하고, 발사대 앞에 배수용 구덩이가 있는 것도 북한과 흡사하다고 분석했다.
2018년 7월 1일, 이란의 인공위성 개발 책임자 후세인 볼란디(Hossein Bolandi)는 무게 80 kg 아미르카비르 1호 인공위성이 준비되어 있으며, 곧 시모르그 로켓으로 발사될 것이라고 말했다. 아미르카비르 공과대학교에서 개발한 마이크로 인공위성이다. 시모르그 로켓은 250 kg 인공위성을 고도 500 kg LEO에 올릴 수 있다고 말했다.
2018년 11월, 캇셈 타키자데흐 이란 국방부 차관은 "국산 기술로 만든 우주 위성 3기를 곧 발사할 것"이라고 말했다.
- 나히드 1호(금성 1호), 이란이 자체개발한 최초의 통신위성, 국영 이란우주연구센터가 설계, 제작했다. Ku 밴드(12~18GHz) 주파수 대역을 사용한다.
- 파야메 아미르카비르(아미르카비르의 메시지), 관측위성, 해상도 40 m, 수명 5년
- 사만 1호(명령 1호), 400∼700 km 고도에서 100 kg 무게의 인공위성의 궤도를 변환한다.

2018년 11월 28일, IT업체 사장 42세 한모씨가 체포되었다. 2015년 12월부터 2017년 10월까지 8조원대 이란 인공위성 구축사업에 참여한다는 거짓 정보를 시장에 흘리고 회사 주가를 띄워 180억원의 시세차익을 얻은 주가조작 혐의로 1심에서 징역 10년을 선고받았다가, 부모님 장례식 참석으로 석방된 것을 기회로 도주했다가, 다시 붙잡혔다. 한씨는 2년 전 박근혜 전 대통령의 이란 방문에 맞춰 인공위성 기술을 이란에 수출했다며 거짓 정보를 흘렸다. 한국에는 세계 소형 관측위성 시장 3위 업체인 쎄트렉아이가 있다.
2019년 1월 4일, 마이크 폼페이오 미국 국무장관은 인공위성 로켓 3기를 발사하겠다는 이란의 목표과 관련, "탄도미사일이나 다름없다”며 “우주 공간에 아무것도 발사하지 말라"고 경고했다. 이에 모하마드 자바드 자리프 이란 외무부 장관은 "미국은 누구를 가르칠 위치가 아니다"라며 강행 의지를 밝혔다.

## 발사기록
2016년 4월 19일 시모르그를 발사했다. 미국 국방부 관계자는 "실패한 발사이거나, 3단 추진체 시험 발사"라고 설명했다.
2020년 2월 9일, 저녁 수도 테헤란에서 남동쪽으로 약 230 km 떨어진 셈난주(州) 이맘호메이니 국립우주센터에서 시모르그 로켓으로 인공위성 자파르를 발사했지만 낮은 속도 탓에 목표 궤도에 올릴 수 없었다고 이란 국영TV가 보도했다. 자파르 위성은 테헤란 대학교 과학기술연구소가 자체 개발한 환경 연구용 인공위성으로 무게는 90 kg이다. 석유 자원과 광물, 자연재해 등을 조사할 수 있다.

## ICBM
그동안 북한 대포동 2호는 ICBM은 아니고 IRBM이라고 분석되었고, 나중에 ICBM이라고 하면서도, 미국 동부는 공격이 불가능하다는 식으로 보도되었는데, 이란이 대포동 2호를 수입해 만든 시모르그 로켓이 700 kg 인공위성을 발사할 수 있다고 밝힘에 따라, 대포동 2호가 미국 전역을 핵공격할 수 있는 ICBM이라는 점이 명백해졌다. 서울시 1천만명은 1Mt 수소폭탄 한발로 전멸한다고 알려져 있는데, 1Mt 수소폭탄에 대기권 재진입 탄두를 합쳐서 보통 무게 650 kg이다. 인공위성 1톤을 발사할 수 있는 우주 로켓을 ICBM으로 전용하면 1톤 보다 더 무거운 핵탄두를 운반할 수 있다.

## 같이 보기
- 사피르-1
- 셈난 우주 센터